# Andrea Grossegger
Andrea Grossegger (Hard, 20 ottobre 1963) è un'ex sciatrice nordica austriaca attiva sia nello sci di fondo sia nel biathlon.

## Biografia
In carriera prese parte a un'edizione dei Campionati mondiali di biathlon, vincendo una medaglia.

## Palmarès

### Biathlon

#### Mondiali
- 1 medaglia:
  - 1 bronzo (sprint[1] a Chamonix 1984)

#### Campionati austriaci
- 1 medaglia[2]:
  - 1 bronzo (7,5 km nel 1994)

### Sci di fondo

#### Campionati austriaci
- 2 medaglie[2]:
  - 1 oro (5 km nel 1984)
  - 1 bronzo (20 km nel 1989)